# 逢坂村 (鳥取県西伯郡)
逢坂村（おうさかそん）は、鳥取県西伯郡にあった村。現在の西伯郡大山町の一部にあたる。

## 地理
大山北麓のなだらかな斜面に位置し、下市川・宮川が北に流れ日本海に注ぐ。
- 河川：甲川[3]

## 歴史
- 1889年（明治22年）10月1日 - 町村制の施行により、汗入郡下市村・高橋村・殿河内村・上市村・塩津村・岡村・松河原村・豊成村（一部、字長野）、八橋郡住吉村が合併して村制施行し、逢坂村が発足[1][2]。旧村名を継承した下市、高橋、殿河内、上市、塩津、岡、松河原、豊成、住吉の9大字を編成[2]。
- 1896年（明治29年）4月1日 - 郡の統合により西伯郡に所属[2]。
- 1912年（大正元年） - 逢坂信用組合設立[4]
- 第二次世界大戦 - 大字塩津の海岸沿いの田畑が接収され、高射砲陣地となった[3]。
- 1947年（昭和22年） 
  - 農林省大山総合開発計画の実施に伴い大字塩津に開拓事務所開設（1970年まで）[3]。
  - 11月28日 - 昭和天皇が逢坂村開拓村舎に行幸（昭和天皇の戦後巡幸）[5]。
- 1952年（昭和27年） - 大字高橋で半分を焼失する大火が発生[6]。
- 1957年（昭和32年）3月31日 - 東伯郡中山村と合併し西伯郡中山町を新設して廃止された[1][2]。合併後、中山町大字下市・高橋・殿河内・上市・塩津・岡・松河原・豊成・住吉となる[2]。

## 産業
- 農業、養蚕[4]、林業[6]、漁業[3]
- 産物：米、麦[4]

## 交通

### 鉄道
- 1903年（明治36年）官設鉄道山陰線（現山陰本線）下市駅開設[2]

### 港湾
- 逢坂港（塩津）[2]

## 教育
- 1891年（明治24年）大字下市に逢坂小学校の本校舎を建設[2]。
- 1947年、大字塩津に逢坂・下中山・上中山3か村組合立下市中学校が開校[3]。（現大山町立中山中学校）